# William Hay, 4. Earl of Kinnoull
William Hay, 4. Earl of Kinnoull (* nach 1623; † 28. März 1677), war ein schottischer Adliger und Militär.

## Leben
Er entstammte einer Nebenlinie des Clan Hay und war der zweite Sohn des George Hay, 2. Earl of Kinnoull († 1644), aus dessen im September 1622 geschlossener Ehe mit Lady Anne Douglas († 1667), Tochter des William Douglas, 7. Earl of Morton.
Wie sein Vater und sein älterer Bruder stand er im Bürgerkrieg loyal auf Seiten des exilierten Königs Karl II. Nach dem Tod seines Vaters, 1644, ging er auf Bitten seiner Mutter zusammen mit seinem älteren Bruder George Hay, 3. Earl of Kinnoull nach Frankreich, wo er Aufnahme bei seinem Verwandten, James Hay, 2. Earl of Carlisle, fand. Zusammen mit einem Trupp weiterer Rekruten schloss er sich im Winter 1649/50 seinem älteren Bruder an, der mit einigen Offizieren und Soldaten auf Orkney in Schottland gelandet war, und dort weitere Soldaten für eine Wiederaufnahme des Kampfes unter James Graham, 1. Marquess of Montrose, anwarb und ausbildete. Als sein Bruder 1649 kinderlos auf Orkney starb, erbte William dessen Adelstitel als 4. Earl of Kinnoull, 4. Viscount (of) Dupplin und 4. Lord Hay of Kinfauns. Im Frühjahr 1650 setzte er mit einem kleinen Heer unter dem Marquess of Montrose von Orkney nach Caithness über. Da jedoch Karl II. Verhandlungen mit den Covenantern begonnen hatte, waren nur wenige bereit, sich seinem riskanten Unternehmen anzuschließen. Sein kleines Heer, das vornehmlich aus deutschen und dänischen Söldnern und einigen hundert Orcadiern bestand, wurde am 27. April 1650 in der Schlacht bei Carbisdale vom anti-royalistischen Heer unter Colonel Archibald Strachan († 1652) überrascht und aufgerieben, wobei Hay die Flucht gelang. Er blieb der königlichen Sache weiterhin treu und war 1653 Befehlshaber der royalistischen Kavallerie der Grafschaften Angus, Caithness, Sutherland, Ross und Moray. Im Dezember 1653 wurde eine von ihm kommandierte Kavallerie-Abteilung in der Nähe von Glamis besiegt und er selbst wurde gefangen genommen und auf Edinburgh Castle inhaftiert. Er konnte im Mai 1654 von dort fliehen, schloss sich einem Heer unter James Graham, 2. Marquess of Montrose, an, und war dabei, als dieser im Juni 1654 seinem Rivalen Archibald Campbell, Lord Lorne, im Wald von Methven eine schwere Niederlage zufügte. Am 23. November erlitt er eine Niederlage gegen Captain Lisle vom Regiment von Colonel Rich, geriet erneut in Gefangenschaft und konnte bald darauf erneut fliehen.
Nachdem im Sommer 1660 die Monarchie unter Karl II. wiederhergestellt worden war, erbte Hay im Oktober 1660 von seinem Verwandten James Hay, 2. Earl of Carlisle, dessen Besitzungen, darunter insbesondere die Karibikinsel Barbados, die Hay jedoch 1661 gegen eine jährliche Rente an die Krone verkaufte.
Er starb am 28. März 1677 und wurde am 27. Mai 1677 in Waltham Abbey bestattet.

## Ehen und Nachkommen
In erster Ehe heiratete er Lady Mary Brudenell (1636–1665), Tochter des Robert Brudenell, 2. Earl of Cardigan. Die Ehe blieb kinderlos.
In zweiter Ehe heiratete er Lady Catherine Cecil († 1683), Tochter und Coerbin des Charles Cecil, Viscount Cranborne. Mit ihr hatte er zwei Söhne:
- George Hay, 5. Earl of Kinnoull (⚔ 1687);
- William Hay, 6. Earl of Kinnoull († 1719).

Seine beiden Söhne folgten ihm nacheinander als Earl of Kinnoull nach, starben aber schließlich beide kinderlos, sodass seine Familienlinie 1719 erlosch und die Adelstitel an seinen Neffen vierten Grades Thomas Hay, 1. Viscount of Dupplin, als 7. Earl of Kinnoull fielen.